# Flughafen Bogura

i7
i11
i13
Die BAF Base Bogura oder Flughafen Bogura (ICAO-Code: VGBG) ist ein Militärstützpunkt der Bangladesch Air Force in Bogura, Bangladesch. Der für die öffentliche Nutzung geplante Flughafen liegt 7 km nordwestlich von Bogra im Norden Bangladeschs. Er wird von der bangladeschischen Luftwaffe betrieben. Seit Juli 2015 werden hier keine Linienflüge mehr durchgeführt, zivile Flüge sind jedoch nach vorheriger Genehmigung erlaubt.
Im März 2025 besuchten der Vorsitzende der Zivilluftfahrtbehörde von Bangladesch und der Stabschef der bangladeschischen Luftfahrtbehörde diesen Flughafen und sprachen sich für eine Wiedereröffnung des Flughafens für die zivile Nutzung im Juli 2026 aus.

## Geschichte
Der Flughafen wurde am 12. März 2005 eingeweiht. Laut der Zivilluftfahrtbehörde von Bangladesch (CAAB) bedienen Fluggesellschaften Bogra nicht, da die Nachfrage zu gering ist, um eine Route ohne kleinere Flugzeuge wirtschaftlich rentabel zu gestalten. „The Independent“ berichtete über einen hochrangigen CAAB-Beamten mit den Worten: „Wenn die Fluggesellschaften kein Interesse an der Nutzung unserer Flughäfen haben, können wir sie nicht dazu zwingen.“ Derselbe Beamte sagte, eine staatliche Subvention könne die Fluggesellschaften zur Nutzung von Bogra bewegen. Derzeit werden die Flughafenmitarbeiter bezahlt, ohne dafür arbeiten zu müssen.
Die bangladeschische Luftwaffe nutzt diesen Flughafen derzeit für die allgemeine Pilotenausbildung.
Am 22. Oktober 2009 erlitt ein PT-6-Schulflugzeug der bangladeschischen Luftwaffe kurz nach dem Start in Bogra einen Triebwerksschaden. Es kam zu einer Bruchlandung auf der Landebahn und überschlug sich. Dabei wurde das Flugzeug schwer beschädigt und Pilot und Copilot verletzt.